# توم إليوت (لاعب كرة قدم أسترالية)
توم إليوت (بالإنجليزية: Tom Elliott)‏ هو لاعب كرة قدم أسترالية أسترالي، ولد في 29 مارس 1901، وتوفي في 11 يونيو 1974.

## وصلات خارجية
- توم إليوت على موقع AustralianFootball.com (الإنجليزية)
- توم إليوت على موقع AFLtables.com (الإنجليزية)